# Fritz Strebel
Fritz Strebel (* 21. Dezember 1920 in Gontenschwil; † 17. Juni 1997 in Zofingen) war ein Schweizer Maler, Zeichner, Lithograf, Druckgrafiker und Kunstlehrer.

## Leben und Werk
Fritz Strebel war ein Sohn eines Lehrers in Gontenschwil und wuchs in Bottenwil auf. Nach der Schulzeit und vor seiner Lehre als Tiefdruckretoucheur bei Ringier in Zofingen war er 1937 für neun Monate Privatschüler beim Fotografen, Maler und Zeichenlehrer Max Paul Link (1898–1974). 
Nach der Ausbildung absolvierte Strebel die Rekrutenschule und leistete lange Zeit Aktivdienst. Daneben besuchte er Abendkurse an der Kunstgewerbeschule Zürich. Seine Lehrer waren Max Paul Link, Max Gubler und Ernst Georg Rüegg. 
Strebel stellte 1950 zum ersten Mal seine Werke in einer Gruppenausstellung im Gewerbeschulhaus in Aarau aus. Ab 1952 lebte er in Brittnau. Der erste Preis im Wettbewerb für ein Wandbild im Coop-Verteilzentrum in Wangen bei Olten ermöglichte es ihm, seinen Brotberuf aufzugeben. Strebel war 1956 ein Mitbegründer der «Freien Gruppe». Diese Vereinigung von Künstlern der Region Zofingen stand in Opposition zur GSMBA Aargau und trat für neue Ausdrucksformen ein. 1958 wurde Strebel in die Sektion Aargau der GSMBA aufgenommen. Seine Werke stellte er in Einzel- und Gruppenausstellungen aus. Er machte sich auch einen Namen durch die von ihm geschaffenen Wandbilder, Sgraffitos, Mosaike, Glasfensterzyklen und Holzschnitte. 1973 erhielt er vom Aargauer Kuratorium eine Auszeichnung.
Inzwischen verheiratet und Vater von vier Kindern, zog Strebel 1976 nach Zofingen, wo er schon einige Jahre zuvor an der Gewerbeschule Zeichnen und Kunstgeschichte unterrichtet hatte. Der spätere Künstler Hugo Suter war ein Schüler von Strebel.  
Strebel fühlte sich stark von der alten Ikonen- und der italienischen Renaissancemalerei angesprochen. Er hielt sich deshalb regelmässig für längere Studienaufenthalte in der Toskana auf, vor allem im Benediktinerkloster Monte Oliveto Maggiore. Während seiner Studienreisen fertigte er ausschliesslich Skizzen an, die er in seinem Atelier und, manchmal erst Jahre später, in Ölbilder umsetzte. 
Strebel hatte zudem ein ausgeprägtes Interesse an Musik und Literatur. So schuf er Zeichnungen zu Texten von Georg Trakl und Franz Kafka. Auch war er mit dem Schriftsteller Gerhard Meier befreundet. Zu Strebels 100. Geburtstag wurden 2020 in einer Retrospektive Werke in der Reformierten Kirche Strengelbach gezeigt.